# Scotopteryx multistrigaria
Scotopteryx multistrigaria là một loài bướm đêm trong họ Geometridae.